# Derde Slavenoorlog
De Derde Slavenoorlog was een van de drie oorlogen die gevoerd werden na het uitbreken van een slavenopstand tegen de Romeinse Republiek. De derde oorlog ontstond in 73 v.C. nadat zo’n 70 gladiatoren onder leiding van Spartacus ontsnapten uit een gladiatorschool in Capua.

## Begin van de opstand
Nadat Spartacus en de andere gladiatoren ontsnapt waren gingen zij langs villa’s van adel en rijke Romeinen, waar zij de slaven bevrijdden. Deze slaven sloten zich aan bij Spartacus en de gladiatoren waardoor zijn leger flink groeide. Een groot deel van het leger van de Romeinse Republiek was ten tijde van deze opstand niet aanwezig, omdat zij oorlogen elders aan het voeren waren. De opstand vormde daarom een aanzienlijke bedreiging voor de Romeinse Republiek. De opstandelingen zetten op de Vesuvius bij Pompeï een verdedigingskamp op. Op dit moment bestonden ze niet langer alleen uit slaven, maar ook uit tweederangsburgers die onderdrukt waren door de Romeinse heerschappij. De Romeinse senaat stuurde tweemaal een leger op de opstandelingen af, maar beide keren wisten Spartacus en zijn leger te winnen van de Romeinen door het gebruik van slimme tactieken.

## Vorming van een leger
Na het winnen van deze slagen tegen het Romeinse leger, trokken de opstandelingen naar het zuiden en bevrijdden onderweg nog meer slaven. Volgens de historicus Appianus bestond het leger van Spartacus toen uit zo’n 70.000 mannen en vrouwen. In het zuiden besloten Spartacus en de andere gladiatoren de slaven te trainen met de kennis en technieken die zij over de jaren als gladiator op hadden gedaan. Op deze manier probeerden zij een enigszins professioneel leger te vormen.

## Opsplitsing van het leger
In 72 v.C. werd dit leger opgedeeld in tweeën. Een deel van het leger ging mee met de Galliër Crixus, die zoveel mogelijk Italiaanse steden wilde plunderen. Dit was in tegenstelling tot Spartacus en zijn leger, die juist uit Italië wilden vluchten. Het leger van Crixus bleef na splitsing in het zuiden om de Italiaanse steden te plunderen, maar werd daar uitgemoord door het Romeinse leger. Toen Spartacus dit nieuws te horen kreeg was hij woedend en besloot de Romeinen uit te dagen tot een duel tot de dood om Crixus en zijn leger te eren.

## Mutina Veldslag
Onderweg naar het noorden stuitte Spartacus en de zijnen op twee legioenen onder leiding van de Romeinse consul Gaius Cassius. De veldslag die hierop volgde wordt ook wel de Mutina veldslag genoemd. Nadat de opstandelingen de veldslag hadden gewonnen trokken zij verder naar het Noorden met het plan Italië te ontvluchten. Toen ze bij de Alpen waren gearriveerd wilde een groot deel van zijn leger niet langer alleen vluchten, maar omkeren om Rome ten val te brengen. Na alle overwinningen waren ze zelfverzekerd genoeg om dit aan te durven. Spartacus besloot om met hen mee te gaan in plaats van met een kleiner leger Italië te ontvluchten.

## Terugslag vanuit Rome en einde van de opstand
In Rome werd Marcus Licinius Crassus aangesteld door de Senaat om de opstandelingen neer te slaan. Crassus was een gezagvoerder van het Romeinse leger en had in veel oorlogen gevochten. Onder zijn leiding wist het Romeinse leger van de opstandelingen te winnen en het leger van de opstandelingen steeds kleiner te maken. De reden dat het leger van Crassus zo succesvol was, heeft volgens velen te maken gehad met de slimme tactiek van Crassus. Wanneer de mannen in zijn leger iets verkeerds deden, kregen zij zware lijfstraffen. Het doel hierachter was dat zijn leger banger was voor hem dan voor Spartacus en zijn leger. Spartacus en de opstandelingen werden steeds verder Zuid-Italië ingedreven en konden geen kant meer op. Ze vluchtten naar Sicilië, maar werden onderweg verraden door de piraten die hen geholpen hadden de oversteek te maken. Crassus, maar ook de generaals Pompeius en Lucullus, trokken naar het zuiden. Zij vochten hier de laatste slag tegen de opstandelingen, waarbij Spartacus om het leven kwam. De overlevende 6.000 opstandelingen werden door het Romeinse leger gekruisigd langs Via Appia, een belangrijke Romeinse weg. Dit diende als waarschuwing voor wat er zou gebeuren als men in opstand zou komen. Het lichaam van Spartacus werd echter nooit gevonden.